# Nagy pirók
A nagy pirók (Pinicola enucleator) a madarak osztályának verébalakúak (Passeriformes) rendjébe és a pintyfélék (Fringillidae) családjába tartozó Pinicola egyetlen faja.

## Rendszerezése
A fajt Carl von Linné svéd természettudós írta le 1758-ban, a Loxia nembe Loxia enucleator néven.

## Alfajai
- Pinicola enucleator enucleator (Linnaeus, 1758) – a Skandináv-félsziget és Szibéria nyugati és középső része
- Pinicola enucleator kamtschatkensis (Dybowski, 1883) – Szibéria északkeleti része
- Pinicola enucleator sakhalinensis (Buturlin, 1915) – Szahalin, a Kuril-szigetek és Japán északi része
- Pinicola enucleator flammula (Homeyer, 1880) – Alaszka déli részének part menti területei és nyugat-Kanada
- Pinicola enucleator carlottae (Brooks, AC, 1922) – a Queen Charlotte-szigetek (Kanada nyugati része mellett)
- Pinicola enucleator montana (Ridgway, 1898) – Kanada délnyugati része és az Amerikai Egyesült Államok nyugati és középső államai
- Pinicola enucleator californica (Price, 1897) – kelet-Kalifornia
- Pinicola enucleator leucura (Müller, PLS, 1776) – Alaszka nyugati és középső területei, kelet-Kanada és Amerikai Egyesült Államokban az Új-Anglia-i régió északi része

## Előfordulása
Eurázsia és  Észak-Amerika északi részén él,  nyugaton Kaliforniáig fészkel. Természetes élőhelyei a tűlevelű-, lombhullató erdők és cserjések, valamint legelők és szántóföldek. Vonuló faj.

### Kárpát-medencei előfordulása
Magyarországon nagyon ritka téli kóborló.

## Megjelenése
Testhossza 26 centiméter, szárnyfesztávolsága 30–35 centiméter, testtömege 42–77 gramm. A hím feje, háta, torka és begye piros, hasa szürkészöld.
|  |  |

|  |

## Életmódja
Télen a vörösberkenyét keresi, de elfogyasztja a fenyőmagvakat és a rügyeket is, nyáron az ízeltlábúakat és levéltetveket is megeszi. Általában a fákról táplálkozik, de a földre is lemegy az élelemért. Vonulása a táplálék mennyiségével függ össze, amikor az elfogy, a madár tovább vonul.

## Szaporodása
A hím az énekével csábítja a tojót. A csésze alakú fészket a tojó építi faágakból, fűszálakból és mohából. Fészekalja 4 tojásból áll, melyen 13–14 napig kotlik. A kikelt fiókákat eleinte puha rovarokkal, később magokkal is táplálja.
|  |

## Természetvédelmi helyzete
Az elterjedési területe rendkívül nagy, egyedszáma ugyan csökken, de még nem éri el a kritikus szintet. A Természetvédelmi Világszövetség Vörös listáján nem fenyegetett fajként szerepel. Magyarországon védettséget élvez, természetvédelmi értéke 25 000 forint.